# Episodi di The Cape (serie televisiva 1996)
La prima e unica stagione di The Cape negli Stati Uniti è stata trasmessa in syndication dal 9 settembre 1996 al 19 maggio 1997.
In lingua italiana la serie è stata trasmessa per la prima volta dalla TSI - Televisione svizzera di lingua italiana nel corso del 1997.
| nº | Titolo originale                       | Titolo italiano | Prima TV USA      | Prima TV Italia |
| -- | -------------------------------------- | --------------- | ----------------- | --------------- |
| 1  | Pilot (1 & 2)                          |                 | 9 settembre 1996  |                 |
| 2  | Pilot (1 & 2)                          |                 | 9 settembre 1996  |                 |
| 3  | In Friends We Trust                    |                 | 16 settembre 1996 |                 |
| 4  | No Fear                                |                 | 23 settembre 1996 |                 |
| 5  | Just A Rumor                           |                 | 30 settembre 1996 |                 |
| 6  | Play Astronaut For Me                  |                 | 7 ottobre 1996    |                 |
| 7  | Lost in Space                          |                 | 14 ottobre 1996   |                 |
| 8  | Family Values                          |                 | 21 ottobre 1996   |                 |
| 9  | Buried In Peace                        |                 | 28 ottobre 1996   |                 |
| 10 | The Need to Know                       |                 | 4 novembre 1996   |                 |
| 11 | Reggie's Wild Ride                     |                 | 11 novembre 1996  |                 |
| 12 | Burning Fuse                           |                 | 18 novembre 1996  |                 |
| 13 | Judgment Call                          |                 | 25 novembre 1996  |                 |
| 14 | The Accusation                         |                 | 30 dicembre 1996  |                 |
| 15 | Interpretations                        |                 | 27 gennaio 1997   |                 |
| 16 | Hurricane                              |                 | 3 febbraio 1997   |                 |
| 17 | The Last To Know                       |                 | 10 febbraio 1997  |                 |
| 18 | The Astronaut Formerly Known as Prince |                 | 17 febbraio 1997  |                 |
| 19 | Enemy Within                           |                 | 24 febbraio 1997  |                 |
| 20 | Just Like Old Times                    |                 | 5 maggio 1997     |                 |
| 21 | Mir, Mir, Off the Wall (1 & 2)         |                 | 12 maggio 1997    |                 |
| 22 | Mir, Mir, Off the Wall (1 & 2)         | 19 maggio 1997  |                   |                 |